# العيد الوطني في إسبانيا
العيد الوطني في إسبانيا هو يوم وطني يُحتفل به في الثاني عشر من شهر أكتوبر الذي تم تحديده في القانون 1987/18 المؤرخ 7 أكتوبر، والذي ينص على: «أنه سيتم إعلان اليوم الوطني لإسبانيا عيدًا رسميًا، ويوافق الاحتفال بهذا العيد القومي يوم 12 أكتوبر».

## شرح نص المادة فيالقانون1987/18
تم اختيار يوم 12 أكتوبر للاحتفال باليوم الوطني وهذا يرجع إلي اليوم الذي اقتربت فيه إسبانيا وكانت علي وشك الانتهاء من عملية بناء الدولة ثقافياً وسياسياً، والاتحاد بين ممالك إسبانيا في نفس النظام الملكي، وبدء فترة إسقاط لغوي وثقافي تجاوزت الحدود الأوروبية.
الاحتفال عبارة عن عرض عسكري يحضرة الملك والعائلة الملكية الإسبانية ورئيس الحكومه وممثلين آخرين لجميع سُلطات الدولة.

## اكتشاف أمريكا

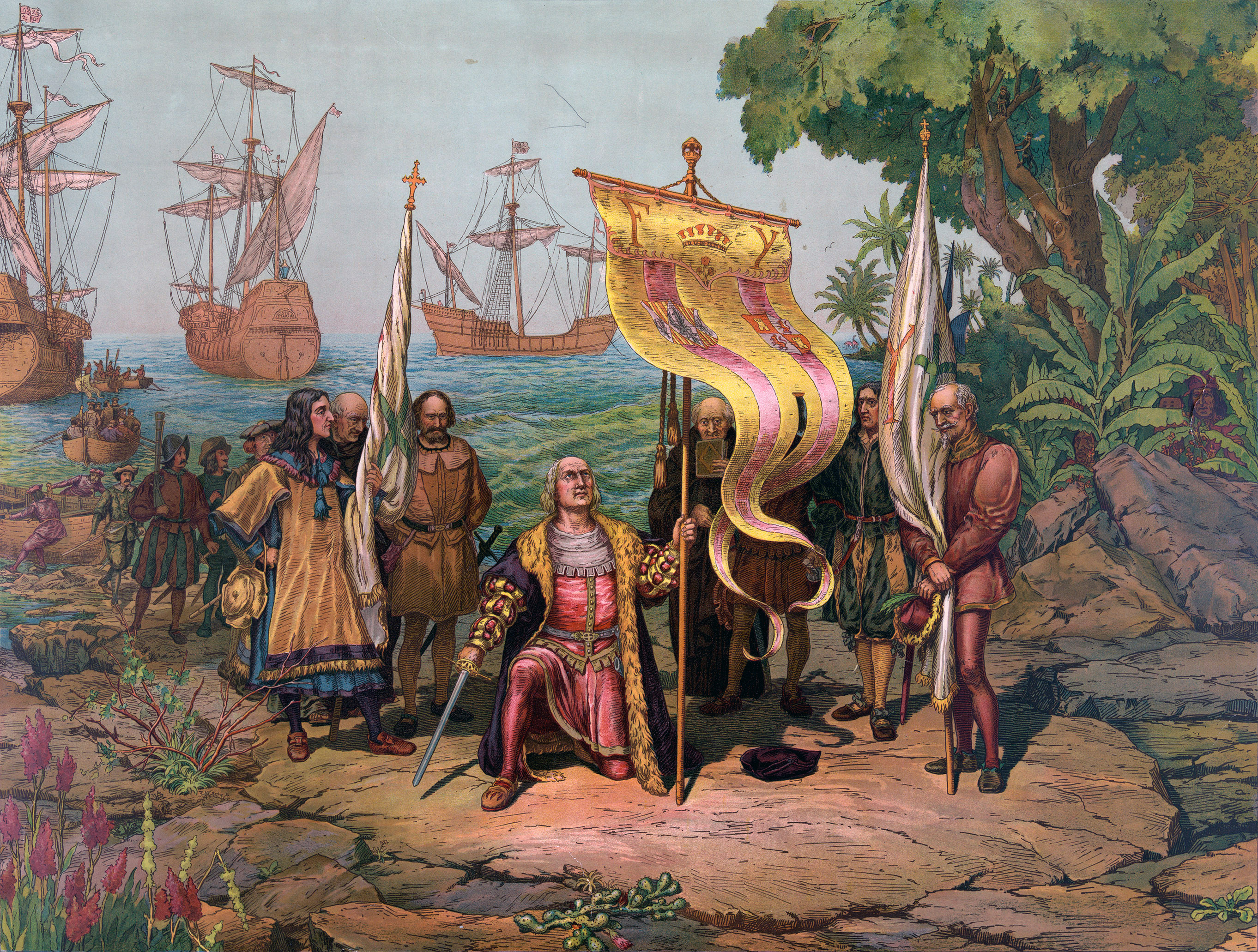
بعثة اسبانية تصل إلى الأراضي الأمريكية

يوم 12 أكتوبر عام 1492 يعتبر يومًا مشهودًا لأنة يعد بداية الأتصال بين أوروبا وأمريكا، والذي بلغ ذروته معروف بما يسمي بالتقاء عالمين، حيث تحولت رؤي العالم وحياة كل من الأوروبيين والأمريكيين.
ونتج عن هذه الاكتشافات، الاستعمار الأوروبي للأمريكيتين، ومع أنه في 12 أكتوبر 1492 لم يتم اكتشاف أمريكا، إلا أن كريستوفر كولومبوس كان مقتنعًا دائماً بأنه وصل إلي جزر الهند، من دون أن يشك في انه صادف وجود أمريكا.
بعد كولومبوس، تم تنظيم رحلات أخرى مموله من قبل أسبانيا، مثل رحلات (نونييث دي بالبوا) التي عبرت برزخ بنما سيراً علي الأقدام وعثرت علي المحيط الهادي (1513) ومن (فرانسيسكو هيرنانديز دي قرطبة (1517) وخوان دي جريخالبا (1518) الذين قاموا بجولات عبر السواحل الميكسيكية. وبعدها سافر أمريكو فسبوتشي (1451-1512) إلي الساحل الشمالي من أمريكا الجنوبيه ومنها إلي سواحل البرازيل وبعدها جنوب باتاغونيا.
يعتبر أمريكو فسبوتشي هو أول أوروبي يفهم ويُعلن أن هذه الأراضي هي في الواقع تعد قارة جديدة، لذلك أعطاهم رسام الخرائط مارتن فالدسميلر اسم «أمريكا» عام 1507، الذي تم استخدامه منذ ذلك الوقت.

## مصطلحات أخرى مختلفة للعيد الوطني لإسبانيا
أقترح Faustino Rodríguez-San Pedro في عام 1913 أسم (La Raza española) للاحتفال باليوم الثاني عشر من أكتوبر، وفي عام 1918 أنتشر هذا الأسم علي نطاق واسع في عدة ولايات أمريكية مختلفة والتي أعربت عن 12 أكتوبر عيداً وطنياً.
حتي جاء المصطلح الإسباني الكلاسيكي في بداية القرن العشرين عام 1926 (Hispanidad) (وهذا المصطلح من كلمة Hispano - الاسم المعطى من قبل الرومان إلى كامل شبه الجزيرة الإيبيرية الحديثة (البرتغال، وإسبانيا، واندورا، وجبل طارق وجزء جنوبي صغير جدا من فرنسا) ومنها الي Hispanidad التي تعني: كل من يشارك اللغة الاسبانية من افراد ودول ومجتمعات وكل ماهو تابع للثقافة الاسبانية)، وتم أقتراحه من قبل الكاهن الاسباني Zacarías de Vizcarra في مقال نُشر في جريدة Buenos Aires وهو أن يحل "Hispanidad" محل "Raza" في أحتفال يوم 12 اكتوبر.

## 1918
مع الدستور الاسباني عام 1978 وأستعادة الديموقراطية، صدر المرسوم الملكي 3217/1981 الذي نُشر في جريدة Boletín Oficial del Estado الرسمية، وكان أول منشور لها عام 1982 موضحاً أن الثاني عشر من أكتوبر هو عطلة العيد الوطني الإسباني ويوم كولومبوس.

## المُسمى الرسمي منذ 1987
تم تثبيت تسمية العطلة الرسمية لليوم الوطني الإسباني بــ «العيد الوطني في إسبانيا» -اليوم المرتبط باللأكتشاف- عام 1987 (القانون 18/1987 وفقاً لجريدة BOE الرسمية 241/1987, página 30149) __رغم المعارضين إستبدالة ورفض إحياء ذكري دستور 1987 يوم 6 أكتوبر__ واللإستغناء عن المسمى المُسبق إعلانة «Día de la Hispanidad».

## مصطلحات أخرى أستُخدمت في تسمية يوم الاحتفال الثاني عشر من أكتوبر- اليوم المرتبط بالإكتشاف -
المصطلح الرسمي الحالي (في أسبانيا) هو «العيد الوطني في إسبانيا» طبقاً للقانون 18/1987، بالرغم من استخدام عدة مصطلحات أخرى للتعريف بهذا اليوم وهم:
- اليوم الوطني في إسبانيا.
- يوم السباق.
- يوم الام باتريا.[5]
- يوم كولومبوس.